# Фильсбибург
Фильсбибург (нем. Vilsbiburg) — город и городская община в Германии, в федеральной земле Бавария.
Община расположена в правительственном округе Нижняя Бавария в районе Ландсхут. Население составляет 12 584 человека (на 31 декабря 2022 года). Занимает площадь 68,85 км². Официальный код — 09 2 74 184.
Является небольшим центром машиностроения. В городе расположены фирмы Флоттвег (нем. Flottweg SE) и Хиллер (нем. Hiller). Обе фирмы производят промышленные центрифуги.

## Население
По оценке на 31 декабря 2015 года население общины Фильсбибург составляет 11 535 чел. 

| Дата      | 1840 | 1871 | 1900 | 1925 | 1939 | 1950 | 1961 | 1970 | 1987 | 2011  |
| --------- | ---- | ---- | ---- | ---- | ---- | ---- | ---- | ---- | ---- | ----- |
| Население | 3681 | 4538 | 5470 | 6032 | 6497 | 9495 | 8724 | 9263 | 9908 | 11106 |

| Год       | 1960 | 1970 | 1980 | 1990  | 2000  | 2009  | 2010  | 2011  | 2012  | 2013  | 2014  | 2015  |
| --------- | ---- | ---- | ---- | ----- | ----- | ----- | ----- | ----- | ----- | ----- | ----- | ----- |
| Население | 8646 | 9355 | 9525 | 10416 | 11147 | 11517 | 11426 | 11108 | 11184 | 11309 | 11411 | 11535 |